# 1988–1989-es magyar férfi vízilabda-bajnokság (másodosztály)
Az 1988–1989-es magyar férfi másodosztályú vízilabda-bajnokságban tíz csapat indult el, a csapatok két kört játszottak.

## Tabella
| #   | Csapat                         | M  | Gy | D | V  | G+  | G-  | P  | Megjegyzés     |
| --- | ------------------------------ | -- | -- | - | -- | --- | --- | -- | -------------- |
| 1.  | Tipográfia TE                  | 18 | 17 | 0 | 1  | 252 | 155 | 34 |                |
| 2.  | MAFC                           | 18 | 14 | 2 | 2  | 189 | 147 | 29 | 1 pont levonva |
| 3.  | Kecskeméti VSC                 | 18 | 14 | 1 | 3  | 237 | 170 | 29 |                |
| 4.  | Hódmezővásárhelyi VSC          | 18 | 13 | 0 | 5  | 264 | 227 | 26 |                |
| 5.  | Csongrád-Bokros Kossuth TSZ SK | 18 | 9  | 1 | 8  | 197 | 193 | 19 |                |
| 6.  | Ceglédi VSE                    | 18 | 5  | 0 | 13 | 174 | 218 | 10 |                |
| 7.  | Egri Vízmű                     | 18 | 4  | 1 | 13 | 192 | 230 | 8  | 1 pont levonva |
| 8.  | Bánki Donát FSE                | 18 | 4  | 1 | 13 | 162 | 214 | 8  | 1 pont levonva |
| 9.  | Csatornázási Művek SK          | 18 | 3  | 1 | 14 | 131 | 203 | 7  |                |
| 10. | Ybl Miklós FSE                 | 18 | 3  | 1 | 14 | 157 | 198 | 6  | 1 pont levonva |

* M: Mérkőzés Gy: Győzelem D: Döntetlen V: Vereség G+: Dobott gól G-: Kapott gól P: Pont

## Osztályozó az OB I-be jutásért
BVSC–Tipográfia TE 19–11